# Jean-Pierre Orfino
Jean-Pierre Orfino, né le 23 juin 1943 à Paris, est un musicien et producteur français.
Après avoir été garçon de course au Crédit lyonnais, il débute en 1961 comme guitariste rythmique du groupe Les Pirates.
Après la dissolution du groupe en 1963, il tente une carrière de soliste, sous le nom d'Orfino, et enregistre deux disques :
- Les Crêpes - Pourquoi ça m'arrive à moi - Les Rois de France - Aujourd'hui on se marie (1965)
- La Ballade de James Bombe - Surprise for you - Je veux revoir Simone - Orfino orchestral (1966)

Il devient ensuite directeur artistique chez Polydor et producteur, en particulier de son épouse Jeanne-Marie Sens.